# Berberis silva-taroucana
Berberis silva-taroucana är en berberisväxtart som beskrevs av Camillo Karl Schneider. Berberis silva-taroucana ingår i släktet berberisar, och familjen berberisväxter. Inga underarter finns listade i Catalogue of Life.